# 4. Feldartillerie-Brigade (Deutsches Kaiserreich)
Die 4. Feldartillerie-Brigade war ein Großverband der Preußischen Armee.

## Geschichte
Die 4. Feldartillerie-Brigade wurde zum 1. Oktober 1899 in Bromberg aufgestellt und am 16. Februar 1917 zum Artillerie-Kommandeur Arko 4 umfunktioniert.
Sie war Teil der 4. Division (Standort Bromberg), die dem II. Armee-Korps in Stettin zugeordnet war.

### Gliederung
- 1899 bis 1914

2. Pommersches Feldartillerie-Regiment Nr. 17 und Hinterpommersches Feldartillerie-Regiment Nr. 53
- Kriegsgliederung bei Mobilmachung 1914

Wie vor
- Kriegsgliederung am 20. März 1918

Hinterpommersches Feldartillerie-Regiment Nr. 53 und Fußartillerie-Bataillon Nr. 48

### Erster Weltkrieg
Die Brigade kämpfte mit Kriegsbeginn im Verband der 4. Division bis Mitte November 1914 an der Westfront und war dann bis Oktober 1915 an der Ostfront eingesetzt. Sie kehrte in den Westen zurück, wo sie bis zum Kriegsende verblieb.
Zu den Kampfhandlungen, Gefechten und Schlachten siehe Kampfgeschehen der 4. Division.

### Brigadekommandeure
| Name                                 | Datum                                   |
| ------------------------------------ | --------------------------------------- |
| Adalbert Karl Wiederhold             | 13. September 1899 bis 15. Oktober 1901 |
| Manfred Müller                       | 16. Oktober 1901 bis 17. August 1903    |
| Ernst Otto Wilhelm August Senden     | 18. August 1903 bis 21. März 1907       |
| Julius von Rogowski                  | 22. März 1907 bis 15. November 1910     |
| Heinrich Karl Abraham Imhoff         | 16. November 1910 bis 17. November 1911 |
| Max Krafft                           | 18. November 1911 bis 5. Dezember 1914  |
| Fritz Jürst                          | 6. Dezember 1914 bis 4. August 1917     |
| Adolf Joseph Andreas August Büstorff | 5. August 1917 bis 30. Juni 1918        |
| Paul Graßhoff                        | 1. Juli 1918 bis Kriegsende             |
| Fritz Jürst                          | 14. Januar 1919 (Demobilisierung)       |